# Paul Maillefer
 (septembre 2022).
Pour les articles homonymes, voir Maillefer.
Paul(-Louis) Maillefer, né le 14 octobre 1862 à Ballaigues et mort le 9 janvier 1929 à Lausanne, est un enseignant, historien et politicien vaudois.

## Biographie

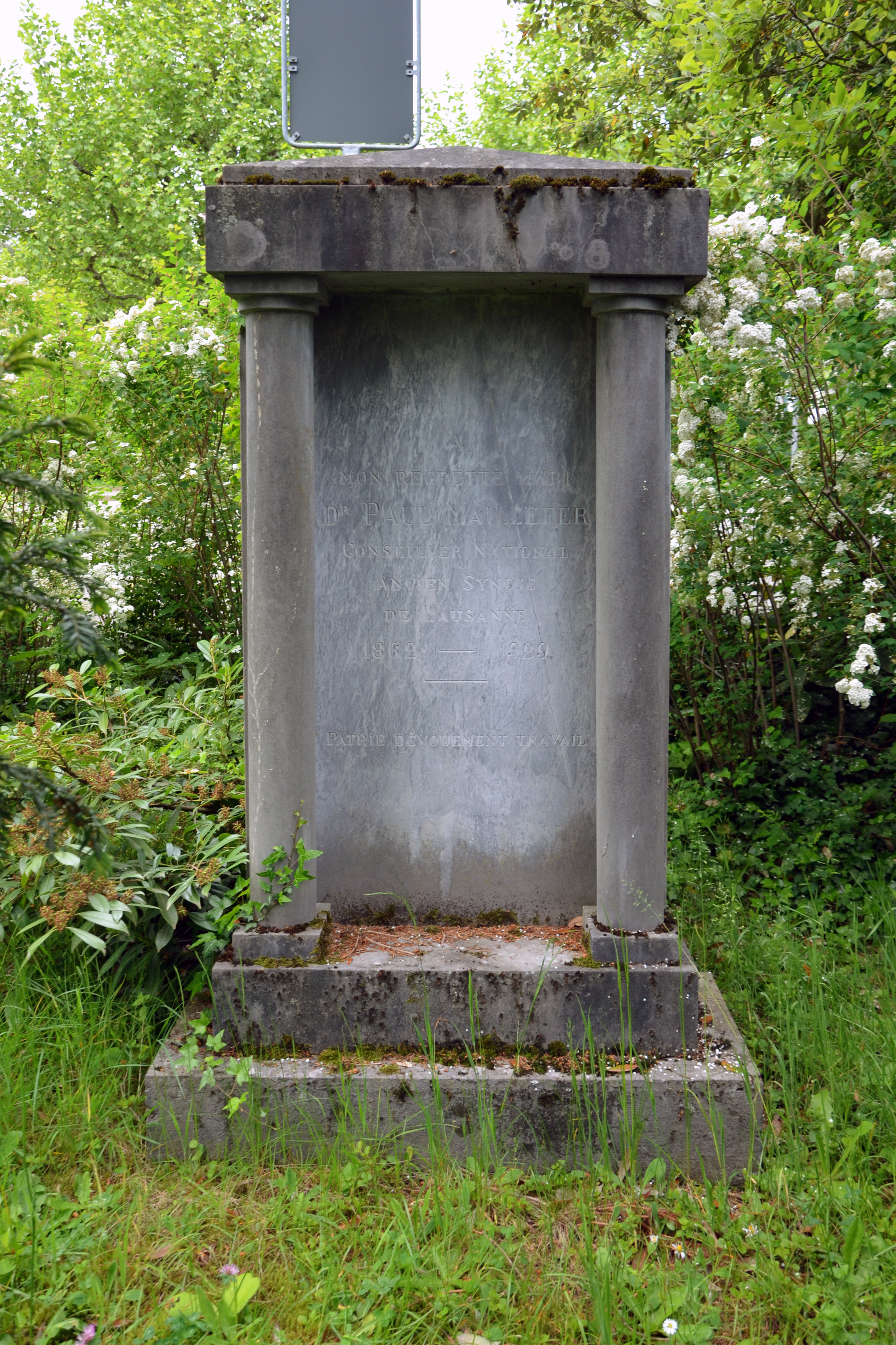
La tombe de Paul Maillefer au cimetière de Montoie.

C'est dans les écoles du Val-de-Travers, où il rejoint sa mère vers sa dixième année, qu'il continue sa scolarité, primaire à Buttes, secondaire à Fleurier. Il fréquente ensuite l'école normale évangélique de Peseux, où il obtient un brevet d'enseignement primaire. Entré dans le monde du travail à l'âge de 18 ans, il est nommé au collège de Couvet, d'où il est renvoyé deux ans plus tard. Paul Maillefer s'installe à Lausanne en 1884 où, après avoir passé son baccalauréat, il obtient sa licence ès lettres en 1889 grâce à la publication d'une dissertation en littérature consacrée aux élégiaques latins. Dès son arrivée à l'Université, Paul Maillefer entre dans la société de Zofingue, par le biais de laquelle il noue des liens importants avec les fils de l'élite culturelle, politique et économique du pays[réf. nécessaire]. Il se lance dans la rédaction d'une thèse de doctorat consacrée à l'impact de la Révolution française sur la chute du régime bernois. 
La genèse de la Revue historique vaudoise, fondée par Paul Maillefer en 1893, est intimement liée à cette thèse doctorale publiée en 1892. Élu en 1893 au Conseil communal de Lausanne et en 1894 à la municipalité, Paul Maillefer participe en première ligne aux mutations importantes que connaît la capitale. Il reprend le dicastère des écoles, dont il démissionne en 1899. Il part alors enseigner l'histoire à l'école normale, ce qui l'oblige à abandonner son mandat au Grand Conseil, où il était entré en 1897. Il reste cependant conseiller communal et est nommé professeur extraordinaire d'histoire suisse à l'Université. 
Appelé à rédiger une Histoire du canton de Vaud dans le cadre des célébrations du centenaire, il devient un historien reconnu qui composera ensuite plusieurs manuels scolaires. En 1902, Paul Maillefer fonde avec Eugène Mottaz la société vaudoise d'histoire et d'archéologie. 
Après dix ans d'absence de la scène politique, Paul Maillefer retrouve en 1909 sa place au sein de l'exécutif lausannois ; il est syndic en 1911, élu au Conseil national la même année ; il succède en 1912 au Grand Conseil à Ernest Chuard. Pour avoir défendu trop énergiquement les intérêts de la Suisse romande durant la Première Guerre mondiale, il se voit barrer l'accès au Conseil fédéral en 1919. Maillefer démissionne de son poste de syndic en 1921 et reprend la présidence du parti radical vaudois dès 1924, puis la présidence du Conseil national en 1927. En 1928, il refuse d'être porté candidat au conseil fédéral et laisse la place à Marcel Pilet-Golaz. 
Franc-maçon, membre de la Grande Loge suisse Alpina, Souverain Grand Commandeur d'Honneur du Suprême Conseil du 33ème et dernier degré de Suisse du Rite écossais ancien et accepté, il a présidé la troisième Conférence internationale des Suprêmes Conseils du Rite écossais ancien et accepté, qui a eu lieu à Lausanne du 29 mai au 3 juin 1922.

## Sources
- « Paul Maillefer », sur la base de données des personnalités vaudoises sur la plateforme « Patrinum » de la Bibliothèque cantonale et universitaire de Lausanne.
- Patrick de Leonardis, "Paul Maillefer, fondateur de la Revue historique vaudoise et politicien controversé, une approche bio-historiographique" In: Revue historique vaudoise. - Lausanne. - 1993, p. 11-58
- Olivier Robert, Francesco Panese, Dictionnaire des professeurs de l'Université de Lausanne dès 1890, Lausanne, 2000, p. 783-784
- Pierre-André Bovard, "La vie tumultueuse de Paul Maillefer, 1862-1929" Communication citée dans: Revue historique vaudoise. - Lausanne. - 1984, p. 257
- « Paul Maillefer » dans le Dictionnaire historique de la Suisse en ligne..